# Cosmosoma durca
Cosmosoma durca là một loài bướm đêm thuộc phân họ Arctiinae, họ Erebidae.